# Ана Радаковић
Ана Радаковић је глумица луткарског позоришта, у пензији. Једна је од најреномиранијих луткара у Србији. Учествовала у низу забавних и едукативних емисија РТБ, као и у неколико луткарских представа Мрав пешадинац, Ми смо смешна породица, Луткомендија и друге. Истакла се по гласу Плаве Принцезе у цртаној серији Плава принцеза.
У приватној школи за образовање луткара "АНИМА" у Новом Саду, као глумица и аниматорка с вишедеценијским искуством, предавала је анимацију.

## Филмографија
| Год.   | Назив                  | Улога |
| ------ | ---------------------- | ----- |
| 1980-е |                        |       |
| 1981.  | Ми смо смешна породица | Глас  |
| 1988.  | Луткомендија           | Глас  |
| 1990-е |                        |       |
| 1991.  | Плава принцеза         | Глас  |
| 1993.  | Мрав пешадинац         | Глас  |